# 水神

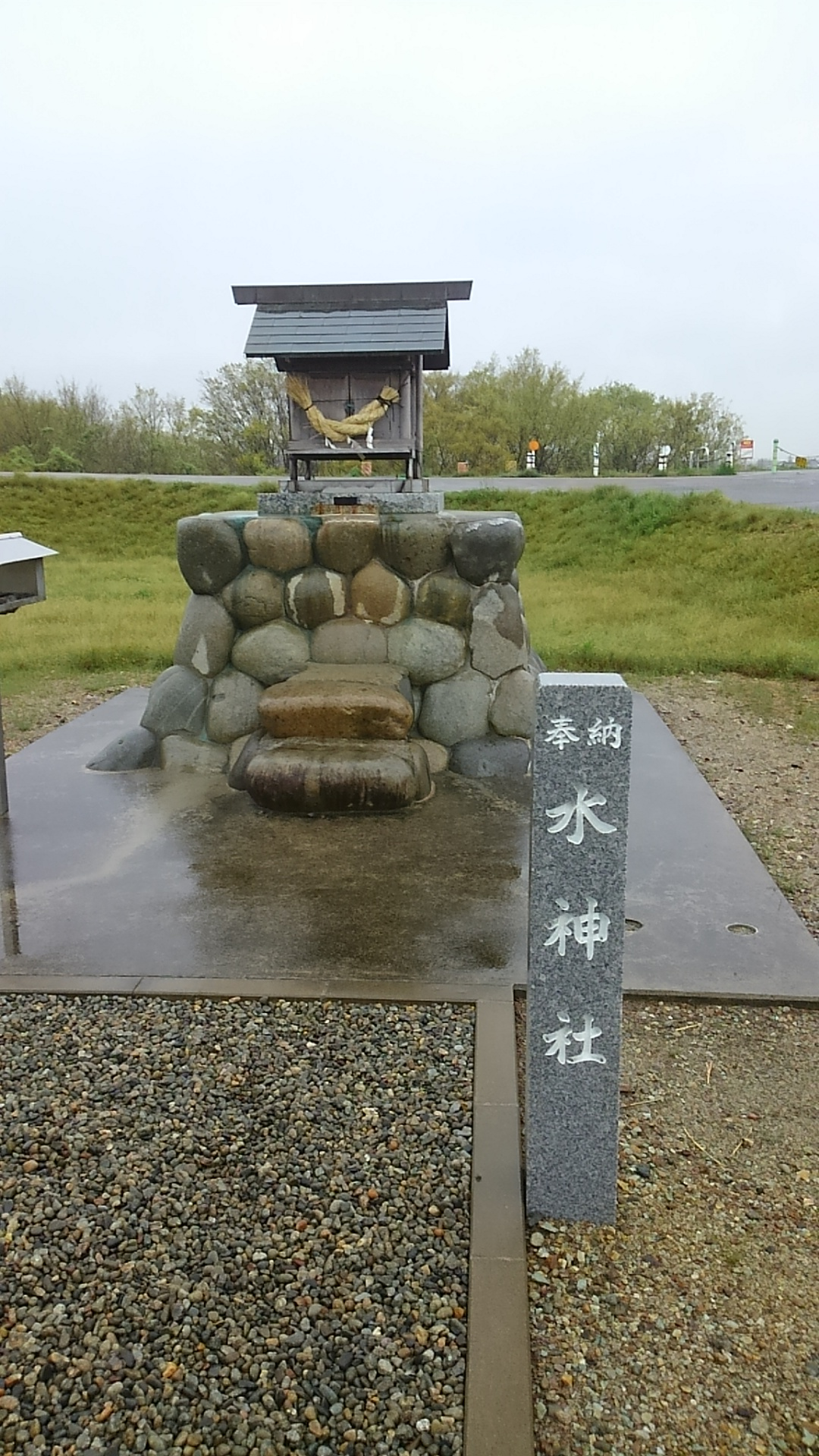
木曽川にある水神

水神（すいじん、みずがみ）は、水（主に淡水）に関する神の総称である。

## 日本の水神
農耕民族にとって水は最も重要なものの一つであり、水の状況によって収獲が左右されることから、日本においては水神は田の神と結びついた。田の神と結びついた水神は、田のそばや用水路沿いに祀られていることが多い。
また、水源地に祀られる水神（水分神（みくまりのかみ））は山の神とも結びついている。農耕以外の日常生活で使用する水については、井戸・水汲み場に水神が祀られる。
水神の象徴として河童、蛇、龍（龗）などがあり、これらは水神の神使とされたり、神そのものとされたりする。

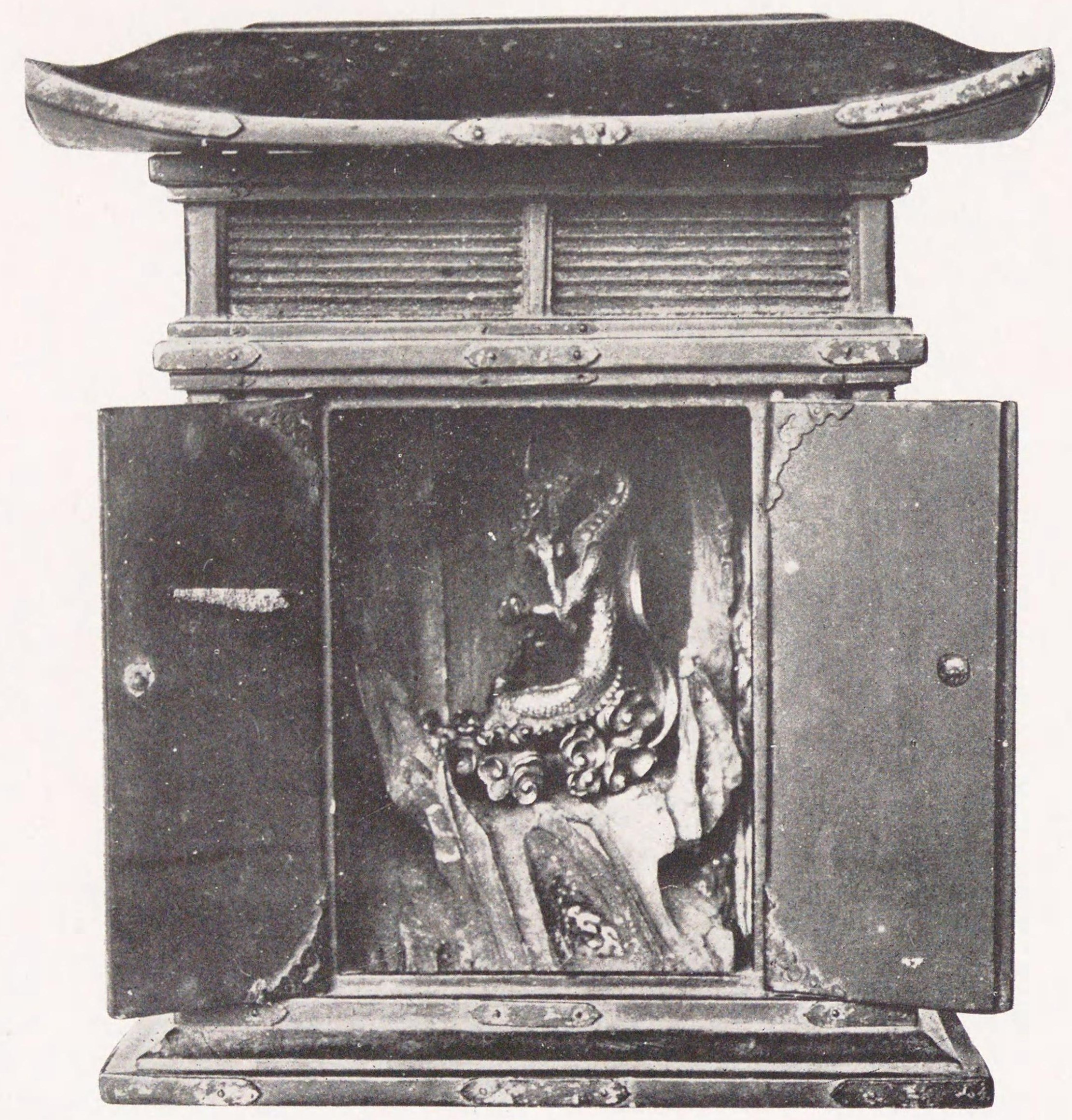
厨子入金銅水神像（金剛峯寺所蔵、重要文化財）

## 日本神話
日本神話には、水に関する神として以下のような神が登場する。
- 罔象女神‐日本における代表的な水の神
- 高淤加美神‐龗は龍の古語であり竜神とされる
- 闇淤加美神‐高龗と対を為す竜神とされる
- 闇罔象神 -- 闇罔象神と闇龗神いずれも祈雨（きう）、止雨（しう）、灌漑の神として信仰されている。
- 天之水分神・国之水分神 -- 分水・分水嶺の神
- 瀬織津姫神 -- 祓戸大神の一柱
- 速開都比売神‐河口淵や海の底の神とされ、祓戸大神の一柱
- 多紀理毘売命‐霧の神であり宗像三女神の一柱
- 若宇加能売命‐廣瀬大社の主祭神
- 朝熊水神‐朝熊平野の水の神とされる
- 多支大刀自神‐石清水・湧水の守護神
- 日河比売 -- 霊力のある川に仕える巫女
- 深淵之水夜礼花神 -- 水の運行を司る神
- 天之都度閇知泥神 -- 水路の神
- 天之久比奢母智神・国之久比奢母智神 -- 瓢（ひさご）・灌漑の神
- 水光姫命‐井戸の神であり神武天皇を導いた有尾人神とされる
- 泣澤女神‐沢の神
- 善女竜王
- 八大竜王
- 武水別神 -- 聖山に鎮座した水神
- 建御名方神 -- 武神・風神・農耕神と共に水神としての性格も持つ
- 洩矢神・守屋大臣 -- 山神として雨を降らせる